# Nikunau
Nikunau eller Nikunauatollen är en ö i Mikronesien som tillhör Kiribati i Stilla havet.

## Geografi
Nikunau är en ö bland Gilbertöarna och ligger cirka 550 kilometer sydöst om huvudön Tarawa. 
Ön är en korallatoll och har en areal om ca 18,3 km² och omges av ett korallev. Atollen delas av ett smalt näs och på den norra delen finns ännu några saltvattenlaguner. Den högsta höjden är på endast några m ö.h.
Befolkningen uppgår till ca 2 000 invånare fördelade på huvudorten Nikunau på öns södra del och övriga orter Manribi, Muribenua, Tabutoa, Tebaibangabi, Tabomatang och Rungata.
Nikunau har en liten flygplats Nikunau Airport (flygplatskod "NIG") vid Muribenua på öns norra del för lokalt flyg.

## Historia
Ön upptäcktes 1765 av brittiske John Byron under dennes världsomsegling med fartygen HMS Dolphin och HMS Tamar. 
1820 namngav estnisk/ryske Adam Johann von Krusenstern öarna Iles Gilbert och Gilbertöarna blev tillsammans med Elliceöarna slutligen ett brittiskt protektorat 1892. I januari 1915 blev området en egen koloni.
Nikanau besöktes den 2 juni 1892 av brittiske kaptenen Edward Henry Meggs Davis kort efter att hela Gilbertöarna blev ett brittiskt protektorat.
Under andra världskriget ockuperades området mellan 1941 och 1943 av Japan för att sedan återgå under brittisk överhöghet.
1971 erhåller Gilbertöarna autonomi och blir i juli 1979 en självständig nation med namnet Kiribati.